# Майский (Коченёвский район)
Майский — посёлок в Коченёвском районе Новосибирской области России. Входит в состав Целинного сельсовета. 

## География
Площадь посёлка — 37 гектаров.

## Население
| 2002 | 2007 | 2010 |
| ---- | ---- | ---- |
| 275  | ↗288 | ↘231 |

## Инфраструктура
В посёлке по данным на 2007 год функционирует 1 учреждение здравоохранения и 1 учреждение образования.